# سالن لیبرتی
سالن لیبرتی (به لاتین: Liberty Hall) یک آسمان‌خراش در جمهوری ایرلند است که در دوبلین واقع شده‌است.